# Beryslav
Beryslav (ukrainsk: Берислав) er en by i Kherson oblast i det sydlige Ukraine. Den fungerer som administrativt centrum for Beryslav rajon (distrikt) og huser distriktets lokale administrationsbygninger. Beryslav er hjemsted for administrationen af Beryslav urban hromada, en af Ukraines hromadaer. Byen har en befolkning på omkring 12.123 (2021).
Byen ligger på højre bred af Dnepr over for Kakhovka på den modsatte bred. Indtil oprettelsen af Kakhovskereservoiret eksisterede her en af de historiske overgange over Dnepr.